# Rafael de Oliveira
Rafael de Oliveira, o Velho (1580, Setúbal — 26 de janeiro de 1648, São Paulo dos Campos de Piratininga) foi um bandeirante paulista. Segundo algumas versões, Rafael de Oliveira e Petronilha Rodrigues Antunes, filha de Manuel Preto, suposta amante de Rafael, que, para não serem punidos pelos jesuítas do Pátio do Colégio devido a suposta participação de Rafael no assassínio do marido de Petronilha, em 1615, fugiram dos Campos de Piratininga e refugiaram-se nos arredores. É considerado possível fundador da freguesia de Nossa Senhora do Desterro do Mato Grosso de Jundiaí, papel questionado.

## Fundação de Jundiaí
Segundo alguns historiadores, Rafael Oliveira, teria sido o fundador de Jundiaí, teria se fixado no que seria Jundiaí em virtude de ter organizado Entradas, organizações de apresamento de índios para escravidão, o que não era permitido pela coroa portuguesa.
Mas segundo o jornalista e historiador Adriano Campanhole, o fundador de Jundiaí não seria Rafael de Oliveira, mas sim seu filho, também bandeirante, Rafael de Oliveira, o Moço, pois Rafael de Oliveira, o Velho, faleceu em 1648, em seu sítio no Jaraguá, portanto, um ano antes do início da construção da capela de Jundiaí.

## Caso com Petronilha Antunes
Um dos motivos apontados como justificativa dos bandeirantes desbravarem o sertão paulista seria um crime amoroso praticado por Rafael, o Velho e Petronilha Antunes, o assassínio de seu marido. Campanhole afirma que o motivo jamais seria um crime amoroso, pois o Velho e Petronilha não foram amantes e muito menos casaram. Rafael de Oliveira, o Velho, viúvo de Paula Fernandes em 1614, casou-se pela segunda vez, em 1616, com Catarina Figueiredo d'Horta e Petronilha casou-se, em 1614, com Antônio Jorge.